# Ґожинь
Ґожинь (пол. Gorzyń, нім. Willichsee) — село в Польщі, у гміні Мендзихуд Мендзиходського повіту Великопольського воєводства.
Населення — 302 особи (2011).
У 1975-1998 роках село належало до Гожовського воєводства.

## Демографія
Демографічна структура станом на 31 березня 2011 року:
|          | Загалом | Допрацездатний вік | Працездатний вік | Постпрацездатний вік |
| -------- | ------- | ------------------ | ---------------- | -------------------- |
| Чоловіки | 145     | 23                 | 108              | 14                   |
| Жінки    | 157     | 34                 | 92               | 31                   |
| Разом    | 302     | 57                 | 200              | 45                   |